# Едвард Шунк
Генрі Едвард Шунк (англ. Henry Edward Schunck; 16 серпня 1820 Манчестер, Англія — 13 січня 1903 Керсал, Англія) — британський хімік, дослідник барвників.

## Молодість та освіта
Генрі Едвард Шунк народився в Манчестері в сім'ї німецького купця Мартіна Шунка. Він почав вивчати хімію в Манчестері з Вільямом Генрі. Молодий Шунк був відправлений для подальшого вивчення хімії в Берлін, де навчався у Генріха Розе (1795—1864), який відкрив ніобій, старанно проаналізувавши мінерали та інші неорганічні речовини, і вивчав хімію титану, фосфору, миш'яку, сурми, сірки, селену і телуру. Шунк також навчався в Берліні під керівництвом Генріха Густава Магнуса (1802—1870), який опублікував більше 80 статей з багатьох різних тем в області хімії і фізики. Після навчання в Берліні він здобув докторський ступінь у Юстуса фон Лібіха в Гіссенському університеті.

## Наукова робота
Саме в Гіссені ще 1841 року він опублікував свою першу наукову статтю в журналі Лібиха Annalen der Chemie. Її тема стосувалася впливу азотної кислоти на алое. Шунк опублікував свої результати в двох роботах в 1841 і 1848 роках.